# San Gabriel, Cuquío
San Gabriel är en ort i Mexiko.   Den ligger i kommunen Cuquío och delstaten Jalisco, i den centrala delen av landet, 400 km väster om huvudstaden Mexico City. San Gabriel ligger 1 897 meter över havet och antalet invånare är 14.
Terrängen runt San Gabriel är kuperad åt nordost, men åt sydväst är den platt. Runt San Gabriel är det ganska glesbefolkat, med 25 invånare per kvadratkilometer. San Gabriel är det största samhället i trakten. I omgivningarna runt San Gabriel växer huvudsakligen savannskog.